# Ganej Hadar
Ganej Hadar (hebrejsky גַּנֵּי הָדָר, v oficiálním přepisu do angličtiny Ganne Hadar, přepisováno též Ganei Hadar) je vesnice typu společná osada (jišuv kehilati) v Izraeli, v Centrálním distriktu, v Oblastní radě Gezer.

## Geografie
Leží v nadmořské výšce 77 metrů na pomezí hustě osídlené a zemědělsky intenzivně využívané pobřežní nížiny a regionu Šefela, na jihovýchodním okraji aglomerace Tel Avivu.
Obec se nachází 16 kilometrů od břehu Středozemního moře, cca 22 kilometrů jihovýchodně od centra Tel Avivu, cca 37 kilometrů severozápadně od historického jádra Jeruzalému a 2 kilometry od východního okraje města Rechovot. Ganej Hadar obývají Židé, přičemž osídlení v tomto regionu je etnicky převážně židovské. Pouze ve městech Lod a Ramla severně odtud žije cca dvacetiprocentní menšina izraelských Arabů.
Ganej Hadar je na dopravní síť napojen pomocí lokální silnice číslo 4233, která ústí do dálnice číslo 40. Východně od obce zároveň probíhá dálnice číslo 6, podél níž vede i železniční trať z Lodu do Beerševy.

## Dějiny
Ganej Hadar byl založen v roce 1958. Podle jiných zdrojů ale k založení došlo již v roce 1928 a mělo jít o první židovskou osadu v hranicích nynější Oblastní rady Gezer. Zakladatelská skupina zpočátku žila v provizorních příbytcích. Místní ekonomika byla založena na pěstování citrusů.
Výhledově se počítá s navýšením populace z nynějších cca 60 na 120 rodin. Místní ekonomika je stále zčásti orientována na zemědělství, většina obyvatel ale pracuje ve službách a jako zaměstnanci v okolních obcích.

## Demografie
Podle údajů z roku 2014 tvořili naprostou většinu obyvatel v Ganej Hadar Židé (včetně statistické kategorie "ostatní", která zahrnuje nearabské obyvatele židovského původu ale bez formální příslušnosti k židovskému náboženství).
Jde o menší obec vesnického typu s dlouhodobě stagnující populací. K 31. prosinci 2014 zde žilo 287 lidí. Během roku 2014 populace stoupla o 7,1 %.
| Rok            | 1983 | 1995 | 2001 | 2003 | 2004 | 2005 | 2006 | 2007 | 2008 | 2009 | 2010 | 2011 | 2012 | 2013 | 2014 |
| -------------- | ---- | ---- | ---- | ---- | ---- | ---- | ---- | ---- | ---- | ---- | ---- | ---- | ---- | ---- | ---- |
| Počet obyvatel | 11   | 142  | 207  | 243  | 263  | 286  | 286  | 299  | 306  | 255  | 262  | 269  | 272  | 268  | 287  |